# Xã Freedom, Quận Hamilton, Iowa
Xã Freedom (tiếng Anh: Freedom Township) là một xã thuộc quận Hamilton, tiểu bang Iowa, Hoa Kỳ. Năm 2010, dân số của xã này là 247 người.